# Грей, Генри Перси
Генри Перси Грей (англ. Henry Percy Gray; 1869—1952) — американский художник-пейзажист, работал в стиле тонализма; известен пейзажами Северной Калифорнии.

## Биография
Родился в 1869 году в Сан-Франциско, штат Калифорния, отец которого, будучи выходцем из Англии, завёл страховой бизнес в Сан-Франциско.
С 1886 по 1888 годы Грей посещал калифорнийскую школу дизайна (англ. California School of Design), где учился у Артура Мэтьюса. Затем стал иллюстратором газеты, потом работал в журнале New York Journal. В Нью-Йорке он учился в Лиге студентов-художников. Из Нью-Йорка был отправлен для устранения землетрясения в Сан-Франциско 1906 года, решив остаться в родном городе.
Первоначально Грей работал маслом, но из-за развившейся аллергии на масляные краски перешел на использование акварели. Его работы экспонировались на выставках в 1907 году. Некоторое время он обучался у Уильяма Чейз в работе со светом и цветом.
С 1912 по 1923 годы Перси Грей жил в Бёрлингейме, штат Калифорния, в двадцати милях к югу от Сан-Франциско, сохраняя при этом свою мастерскую в столице штата. В 1915 году на Панама-Тихоокеанской международной выставке он завоевал бронзовую медаль за одну из своих акварелей.
В 53 года Грей женился и они с женой переехали в Монтерей, Калифорния, где купили дом. В 1939 году они продали дом и вернулись в Сан-Франциско. В 1941 году они переехали в городок в Сан-Ансельмо, округ Марин, жили у подножия горы Тамалпаис (англ. Tamalpais). После десяти лет, проведённых в Марине, жена Грея умерла, и он снова вернулся в Сан-Франциско, где скончался 10 октября 1952 года от сердечного приступа.